# Department of the Environment and Heritage
Le Department of the Environment and Heritage (en français ministère de l'Environnement et du Patrimoine) est un ministère du gouvernement australien actif entre octobre 1998 et décembre 2007.

## Thématiques
Des informations sur les fonctions du ministère et/ou l'allocation des fonds gouvernementaux peuvent être trouvées dans les ordonnances sur les arrangements administratifs, les déclarations budgétaires annuelles du portefeuille, dans les rapports annuels du ministère et sur le site Web du ministère.
A sa création, le département était chargé des thématiques suivantes:
- Environnement et conservation,
- Météorologie,
- Administration du Territoire australien de l'Antarctique et du Territoire des îles Heard et McDonald,
- Patrimoine naturel et bâti,
- Coordination de la politique sur les gaz à effet de serre.

## Structure
Le département relève de la fonction publique australienne (Australian Public Service (en)), et est composé de fonctionnaires responsables devant le Ministre de l'environnement et du patrimoine. Le département est dirigé par un secrétaire, initialement Roger Beale (jusqu'au début de l'année 2004) puis par David Borthwick.